# Джордж Истман
Джордж Истман (на английски: George Eastman), роден на 12 юли 1854 г., Уотървил, щат Ню Йорк, починал на 14 март 1932, Рочестър, е американски предприемач, изобретател, основател на компанията „Eastman Kodak“.

## Биография
Джордж Истман се ражда през 1854 г. в семейството на не особено заможен бизнесмен във ферма, която родителите му купуват през 1849 г. Има две по-големи сестри. Поради влошаващото се здраве на баща му семейството му отива да живее в Рочестър. Там започва да учи в частно училище. Джордж Истман прекъсва рано обучението си, тъй като баща му умира и той трябва да подпомага семейството си. На 14 години започва да работи като помощник в канцелария в застрахователна фирма. Започва с 3 долара на седмица. Учи във вечерен курс и получава по-добре заплатена работа.

## Създаване на компанията
На 24 години по време на почивка в Санто Доминго при опит да заснеме красотите на града се отказва поради големия и неудобен фотоапарат, който си е купил. Идеята за подобряване на процеса го води до създаване през 1879 г. на машина за производство на сухи бромжелатинови фотопластини, технологията за които е разработена от англичанина Ричард Медокс през 1871 г. През 1881 г. Истман регистрирана фирма за производството им, Eastman Dry Plate Company. Две години по-късно фирмата произвежда първата лента на целулоидна основа, навита на руло. През 1888 г. е произведен и първият апарат, работещ с такива ленти, с марката Kodak. На 4 септември същата година е регистрирана и марката „Kodak“. Обективът с постоянна диафрагма заснема изображения на фокус от 2,5 m до безкрайност и има лента за 100 кадъра. Струва 25 долара. По-късно на основа на изобретената от Истман лента Томас Едисън създава през 1891 г. кинолентата, която използва в своя кинетограф.
През 1889 г. е създаден концернът Eastman Company, а от момента на регистрацията му в Ню Йорк през 1892 г. компанията носи името Eastman Kodak Company. През 1901 г. компанията е регистрирана в американския щат Ню Джърси под названието Eastman Kodak Company of New Jersey, под което тя съществува и до днес.

## Маркетинг
Джордж Истман отделя специално внимание на рекламата на фирмата и лично пише рекламни текстове за първото производство на Kodak. През 1888 г. той предлага слогана: „Вие натискате копчето, ние правим останалото.“ (на английски: You press the button, we do the rest), който бил изписан на фасадата на фабриката в Рочестър, и публикуван в многобройните рекламни брошури. Наименованието KODAK е също негова идея, тъй като харесва буквата К и тя е в началото и края на наименованието.

## Социална дейност
Джордж Истман се отличава и със социалните си идеи и грижа за работниците. Във фирмата си той въвежда първи по своя воля пенсия за работа, пенсия за загуба на работоспособност, застраховка живот и дивидент за работещите.

## Последни години
През последните 2 години от живота му здравето на Истмен рязко се влошава, и скоро той разбира от лекарите, че е неизлечимо болен. Измъчва го силна болка. Днес тази болест се нарича спинална стеноза. На 14 март 1932 г. той се самоубива с пистолетен изстрел в сърцето. В предсмъртната бележка той пише: „До моите приятели. Моята работа е приключена. Защо да чакам?“ Джордж Истмен, който така и не се жени, е погребан на територията на основаната от него компания Kodak в Рочестър.
Истман е бил много близък с майка си, сестра си и нейното семейство. Имал е продължителни платонични отношения с жената на деловия си партньор Джордж Дикман, Джозефин Дикман. Бил е също запален пътешественик и обичал да свири на пианино (малко пиано).